# Ferdinand I van Oostenrijk
Ferdinand Karel Leopold Jozef Frans Marcellinus (Wenen, 19 april 1793 - Praag, 29 juni 1875) was van 1835 tot 1848 als Ferdinand I keizer van Oostenrijk en als Ferdinand V koning van Hongarije.
Hij was tweede kind en oudste zoon van keizer Frans II en Maria Theresia van Bourbon-Sicilië, dochter van Ferdinand I der Beide Siciliën. Ferdinand had als kind al een zwakke gezondheid. Hij leed aan ernstige epileptische aanvallen en ook over zijn geestelijke gezondheid bestond ernstige twijfel. Dat hij desalniettemin in 1835 zijn vader opvolgde, was te danken aan Metternich die zijn eigen machtspositie sterk zag verbeteren met deze zwakke keizer op de troon. Tussen 1836 en 1848 werd het land feitelijk niet door Ferdinand, maar door de Geheime Staatsconferentie, bestaande uit Metternich, Franz Anton von Kolowrat-Liebsteinsky, Ferdinands broer aartshertog Frans Karel en zijn oom aartshertog Lodewijk bestuurd.
Ferdinands zwakke mentale gesteldheid leverde hem de bijnaam "Ferdinand de Goeiige" op. Toen de revolutie van 1848 zich ook richtte tegen de conservatieve kanselier Metternich (en deze zelfs Oostenrijk tijdelijk moest ontvluchten), werd ook de positie van marionet-keizer Ferdinand onhoudbaar. Ferdinand vluchtte naar Olmütz en deed daar afstand van de troon ten gunste van zijn neef, de 18-jarige Frans Jozef I.

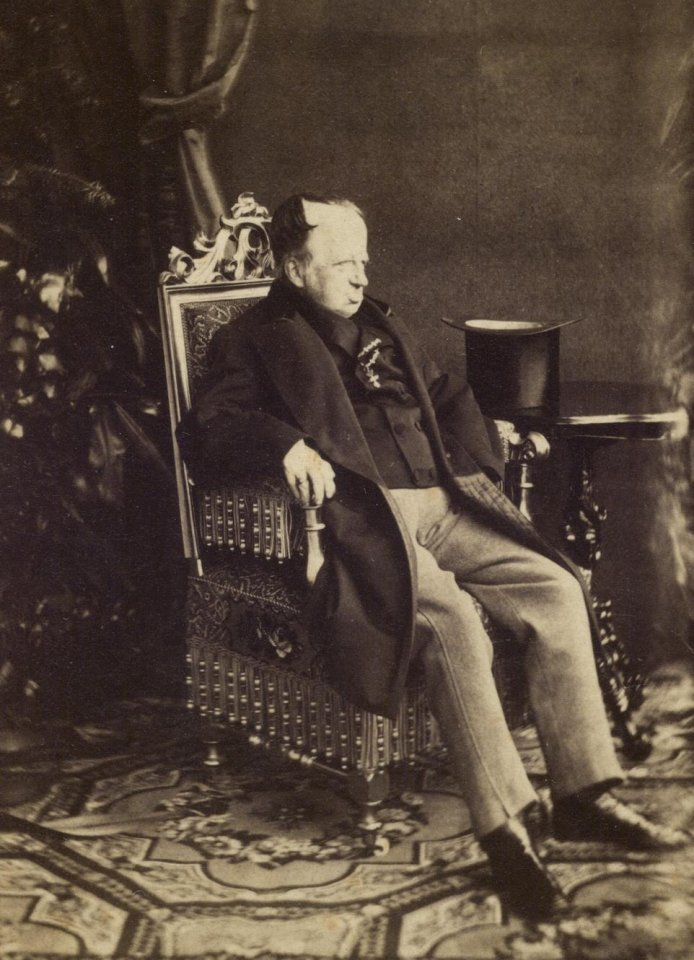
Foto van Ferdinand I in 1870

## Kwartierstaat
| Frans I Stefan van Lotharingen (1708–1765) | Frans I Stefan van Lotharingen (1708–1765) | Frans I Stefan van Lotharingen (1708–1765) | Frans I Stefan van Lotharingen (1708–1765) | Frans I Stefan van Lotharingen (1708–1765) | Frans I Stefan van Lotharingen (1708–1765) |                               |                               | Maria Theresia van Oostenrijk (1717-1780) | Maria Theresia van Oostenrijk (1717-1780) | Maria Theresia van Oostenrijk (1717-1780) | Maria Theresia van Oostenrijk (1717-1780) | Maria Theresia van Oostenrijk (1717-1780) | Maria Theresia van Oostenrijk (1717-1780) |                                     |                                     | Karel III van Spanje (1716-1788)      | Karel III van Spanje (1716-1788)      | Karel III van Spanje (1716-1788)      | Karel III van Spanje (1716-1788)      | Karel III van Spanje (1716-1788)      | Karel III van Spanje (1716-1788)      |  |  | Maria Amalia van Saksen (1724-1760)         | Maria Amalia van Saksen (1724-1760)         | Maria Amalia van Saksen (1724-1760)         | Maria Amalia van Saksen (1724-1760)         | Maria Amalia van Saksen (1724-1760)         | Maria Amalia van Saksen (1724-1760)         |                                                |                                                | Frans I Stefan van Lotharingen (1708–1765)     | Frans I Stefan van Lotharingen (1708–1765)     | Frans I Stefan van Lotharingen (1708–1765)     | Frans I Stefan van Lotharingen (1708–1765)     | Frans I Stefan van Lotharingen (1708–1765) | Frans I Stefan van Lotharingen (1708–1765) |                                           |                                           | Maria Theresia van Oostenrijk (1717-1780) | Maria Theresia van Oostenrijk (1717-1780) | Maria Theresia van Oostenrijk (1717-1780) | Maria Theresia van Oostenrijk (1717-1780) | Maria Theresia van Oostenrijk (1717-1780) | Maria Theresia van Oostenrijk (1717-1780) |  |  |                       |                       |                       |                       |                       |                       |
| Frans I Stefan van Lotharingen (1708–1765) | Frans I Stefan van Lotharingen (1708–1765) | Frans I Stefan van Lotharingen (1708–1765) | Frans I Stefan van Lotharingen (1708–1765) | Frans I Stefan van Lotharingen (1708–1765) | Frans I Stefan van Lotharingen (1708–1765) |                               |                               | Maria Theresia van Oostenrijk (1717-1780) | Maria Theresia van Oostenrijk (1717-1780) | Maria Theresia van Oostenrijk (1717-1780) | Maria Theresia van Oostenrijk (1717-1780) | Maria Theresia van Oostenrijk (1717-1780) | Maria Theresia van Oostenrijk (1717-1780) |                                     |                                     | Karel III van Spanje (1716-1788)      | Karel III van Spanje (1716-1788)      | Karel III van Spanje (1716-1788)      | Karel III van Spanje (1716-1788)      | Karel III van Spanje (1716-1788)      | Karel III van Spanje (1716-1788)      |  |  | Maria Amalia van Saksen (1724-1760)         | Maria Amalia van Saksen (1724-1760)         | Maria Amalia van Saksen (1724-1760)         | Maria Amalia van Saksen (1724-1760)         | Maria Amalia van Saksen (1724-1760)         | Maria Amalia van Saksen (1724-1760)         |                                                |                                                | Frans I Stefan van Lotharingen (1708–1765)     | Frans I Stefan van Lotharingen (1708–1765)     | Frans I Stefan van Lotharingen (1708–1765)     | Frans I Stefan van Lotharingen (1708–1765)     | Frans I Stefan van Lotharingen (1708–1765) | Frans I Stefan van Lotharingen (1708–1765) |                                           |                                           | Maria Theresia van Oostenrijk (1717-1780) | Maria Theresia van Oostenrijk (1717-1780) | Maria Theresia van Oostenrijk (1717-1780) | Maria Theresia van Oostenrijk (1717-1780) | Maria Theresia van Oostenrijk (1717-1780) | Maria Theresia van Oostenrijk (1717-1780) |  |  |                       |                       |                       |                       |                       |                       |
|                                            |                                            |                                            |                                            |                                            |                                            |                               |                               |                                           |                                           |                                           |                                           |                                           |                                           |                                     |                                     |                                       |                                       |                                       |                                       |                                       |                                       |  |  |                                             |                                             |                                             |                                             |                                             |                                             |                                                |                                                |                                                |                                                |                                                |                                                |                                            |                                            |                                           |                                           |                                           |                                           |                                           |                                           |                                           |                                           |  |  |                       |                       |                       |                       |                       |                       |
|                                            |                                            |                                            |                                            |                                            |                                            |                               |                               |                                           |                                           |                                           |                                           |                                           |                                           |                                     |                                     |                                       |                                       |                                       |                                       |                                       |                                       |  |  |                                             |                                             |                                             |                                             |                                             |                                             |                                                |                                                |                                                |                                                |                                                |                                                |                                            |                                            |                                           |                                           |                                           |                                           |                                           |                                           |                                           |                                           |  |  |                       |                       |                       |                       |                       |                       |
|                                            |                                            |                                            |                                            | Keizer Leopold II (1747-1792)              | Keizer Leopold II (1747-1792)              | Keizer Leopold II (1747-1792) | Keizer Leopold II (1747-1792) | Keizer Leopold II (1747-1792)             | Keizer Leopold II (1747-1792)             |                                           |                                           |                                           |                                           |                                     |                                     | Marie Louise van Bourbon (1745-1792)  | Marie Louise van Bourbon (1745-1792)  | Marie Louise van Bourbon (1745-1792)  | Marie Louise van Bourbon (1745-1792)  | Marie Louise van Bourbon (1745-1792)  | Marie Louise van Bourbon (1745-1792)  |  |  | Ferdinand I der Beide Siciliën (1751-1825)  | Ferdinand I der Beide Siciliën (1751-1825)  | Ferdinand I der Beide Siciliën (1751-1825)  | Ferdinand I der Beide Siciliën (1751-1825)  | Ferdinand I der Beide Siciliën (1751-1825)  | Ferdinand I der Beide Siciliën (1751-1825)  |                                                |                                                |                                                |                                                |                                                |                                                | Maria Carolina van Oostenrijk (1752-1814)  | Maria Carolina van Oostenrijk (1752-1814)  | Maria Carolina van Oostenrijk (1752-1814) | Maria Carolina van Oostenrijk (1752-1814) | Maria Carolina van Oostenrijk (1752-1814) | Maria Carolina van Oostenrijk (1752-1814) |                                           |                                           |                                           |                                           |  |  |                       |                       |                       |                       |                       |                       |
|                                            |                                            |                                            |                                            | Keizer Leopold II (1747-1792)              | Keizer Leopold II (1747-1792)              | Keizer Leopold II (1747-1792) | Keizer Leopold II (1747-1792) | Keizer Leopold II (1747-1792)             | Keizer Leopold II (1747-1792)             |                                           |                                           |                                           |                                           |                                     |                                     | Marie Louise van Bourbon (1745-1792)  | Marie Louise van Bourbon (1745-1792)  | Marie Louise van Bourbon (1745-1792)  | Marie Louise van Bourbon (1745-1792)  | Marie Louise van Bourbon (1745-1792)  | Marie Louise van Bourbon (1745-1792)  |  |  | Ferdinand I der Beide Siciliën (1751-1825)  | Ferdinand I der Beide Siciliën (1751-1825)  | Ferdinand I der Beide Siciliën (1751-1825)  | Ferdinand I der Beide Siciliën (1751-1825)  | Ferdinand I der Beide Siciliën (1751-1825)  | Ferdinand I der Beide Siciliën (1751-1825)  |                                                |                                                |                                                |                                                |                                                |                                                | Maria Carolina van Oostenrijk (1752-1814)  | Maria Carolina van Oostenrijk (1752-1814)  | Maria Carolina van Oostenrijk (1752-1814) | Maria Carolina van Oostenrijk (1752-1814) | Maria Carolina van Oostenrijk (1752-1814) | Maria Carolina van Oostenrijk (1752-1814) |                                           |                                           |                                           |                                           |  |  |                       |                       |                       |                       |                       |                       |
|                                            |                                            |                                            |                                            |                                            |                                            |                               |                               |                                           |                                           | Frans II van Oostenrijk (1768-1835)       | Frans II van Oostenrijk (1768-1835)       | Frans II van Oostenrijk (1768-1835)       | Frans II van Oostenrijk (1768-1835)       | Frans II van Oostenrijk (1768-1835) | Frans II van Oostenrijk (1768-1835) |                                       |                                       |                                       |                                       |                                       |                                       |  |  |                                             |                                             |                                             |                                             |                                             |                                             | Maria Theresia van Bourbon-Sicilië (1772-1807) | Maria Theresia van Bourbon-Sicilië (1772-1807) | Maria Theresia van Bourbon-Sicilië (1772-1807) | Maria Theresia van Bourbon-Sicilië (1772-1807) | Maria Theresia van Bourbon-Sicilië (1772-1807) | Maria Theresia van Bourbon-Sicilië (1772-1807) |                                            |                                            |                                           |                                           |                                           |                                           |                                           |                                           |                                           |                                           |  |  |                       |                       |                       |                       |                       |                       |
|                                            |                                            |                                            |                                            |                                            |                                            |                               |                               |                                           |                                           | Frans II van Oostenrijk (1768-1835)       | Frans II van Oostenrijk (1768-1835)       | Frans II van Oostenrijk (1768-1835)       | Frans II van Oostenrijk (1768-1835)       | Frans II van Oostenrijk (1768-1835) | Frans II van Oostenrijk (1768-1835) |                                       |                                       |                                       |                                       |                                       |                                       |  |  |                                             |                                             |                                             |                                             |                                             |                                             | Maria Theresia van Bourbon-Sicilië (1772-1807) | Maria Theresia van Bourbon-Sicilië (1772-1807) | Maria Theresia van Bourbon-Sicilië (1772-1807) | Maria Theresia van Bourbon-Sicilië (1772-1807) | Maria Theresia van Bourbon-Sicilië (1772-1807) | Maria Theresia van Bourbon-Sicilië (1772-1807) |                                            |                                            |                                           |                                           |                                           |                                           |                                           |                                           |                                           |                                           |  |  |                       |                       |                       |                       |                       |                       |
|                                            |                                            |                                            |                                            |                                            |                                            |                               |                               |                                           |                                           |                                           |                                           |                                           |                                           |                                     |                                     |                                       |                                       |                                       |                                       |                                       |                                       |  |  |                                             |                                             |                                             |                                             |                                             |                                             |                                                |                                                |                                                |                                                |                                                |                                                |                                            |                                            |                                           |                                           |                                           |                                           |                                           |                                           |                                           |                                           |  |  |                       |                       |                       |                       |                       |                       |
|                                            |                                            |                                            |                                            |                                            |                                            |                               |                               |                                           |                                           |                                           |                                           |                                           |                                           |                                     |                                     |                                       |                                       |                                       |                                       |                                       |                                       |  |  |                                             |                                             |                                             |                                             |                                             |                                             |                                                |                                                |                                                |                                                |                                                |                                                |                                            |                                            |                                           |                                           |                                           |                                           |                                           |                                           |                                           |                                           |  |  |                       |                       |                       |                       |                       |                       |
| Marie Louise van Oostenrijk (1791-1847)    | Marie Louise van Oostenrijk (1791-1847)    | Marie Louise van Oostenrijk (1791-1847)    | Marie Louise van Oostenrijk (1791-1847)    | Marie Louise van Oostenrijk (1791-1847)    | Marie Louise van Oostenrijk (1791-1847)    |                               |                               | Ferdinand I van Oostenrijk (1793-1875)    | Ferdinand I van Oostenrijk (1793-1875)    | Ferdinand I van Oostenrijk (1793-1875)    | Ferdinand I van Oostenrijk (1793-1875)    | Ferdinand I van Oostenrijk (1793-1875)    | Ferdinand I van Oostenrijk (1793-1875)    |                                     |                                     | Leopoldine van Oostenrijk (1797-1826) | Leopoldine van Oostenrijk (1797-1826) | Leopoldine van Oostenrijk (1797-1826) | Leopoldine van Oostenrijk (1797-1826) | Leopoldine van Oostenrijk (1797-1826) | Leopoldine van Oostenrijk (1797-1826) |  |  | Marie Clementine van Oostenrijk (1798-1881) | Marie Clementine van Oostenrijk (1798-1881) | Marie Clementine van Oostenrijk (1798-1881) | Marie Clementine van Oostenrijk (1798-1881) | Marie Clementine van Oostenrijk (1798-1881) | Marie Clementine van Oostenrijk (1798-1881) |                                                |                                                | Maria Carolina van Oostenrijk (1801-1832)      | Maria Carolina van Oostenrijk (1801-1832)      | Maria Carolina van Oostenrijk (1801-1832)      | Maria Carolina van Oostenrijk (1801-1832)      | Maria Carolina van Oostenrijk (1801-1832)  | Maria Carolina van Oostenrijk (1801-1832)  |                                           |                                           | Frans Karel van Oostenrijk (1802-1878)    | Frans Karel van Oostenrijk (1802-1878)    | Frans Karel van Oostenrijk (1802-1878)    | Frans Karel van Oostenrijk (1802-1878)    | Frans Karel van Oostenrijk (1802-1878)    | Frans Karel van Oostenrijk (1802-1878)    |  |  | 4 zusters en 2 broers | 4 zusters en 2 broers | 4 zusters en 2 broers | 4 zusters en 2 broers | 4 zusters en 2 broers | 4 zusters en 2 broers |

Frans I · Ferdinand I · Frans Jozef I · Karel I